# Kurt Wüthrich

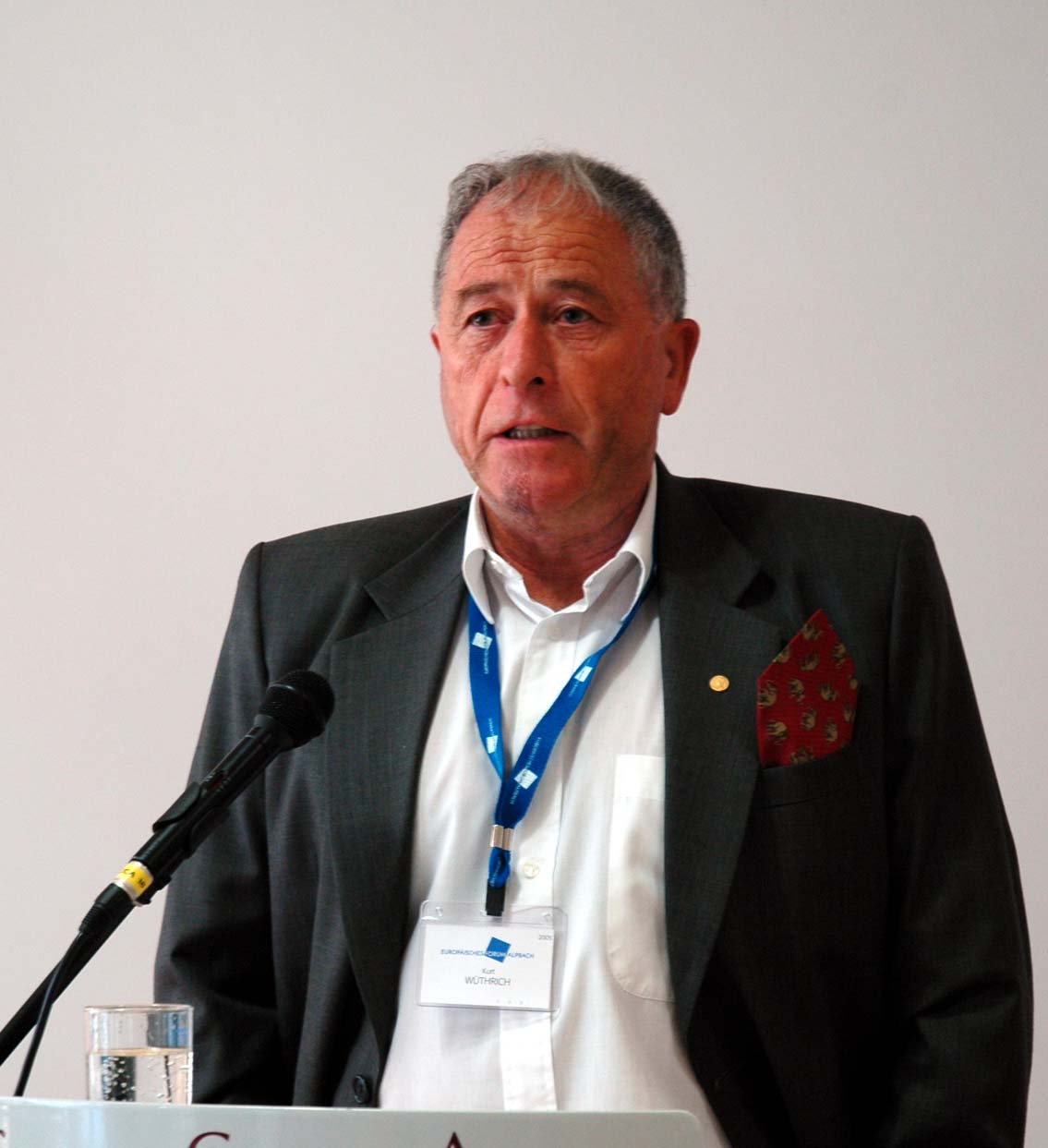
Kurt Wüthrich bei einem Vortrag im Rahmen des Europäischen Forums Alpbach im September 2005

Kurt Wüthrich (* 4. Oktober 1938 in Aarberg, Kanton Bern) ist ein Schweizer Chemiker und Nobelpreisträger.

## Leben
Wüthrich besuchte das Deutsche Gymnasium Biel und studierte von 1957 bis 1962 an der Universität Bern Chemie, Physik und Mathematik und wurde im Jahr 1964 an der Universität Basel promoviert; sein Mentor war Silvio Fallab. Es folgten Aufenthalte an der University of California, Berkeley (Postdoktorand bei Robert E. Connick, 1965–1967) und bei den Bell Laboratories in Murray Hill (Robert G. Shulman, 1967–1969). Im Jahr 1969 kehrte er in die Schweiz zurück und arbeitete fortan an der ETH in Zürich bei Robert Schwyzer. Dort wurde er 1970 Privatdozent, 1972 Assistenzprofessor, 1976 ausserordentlicher Professor und wurde schliesslich 1980 zum Professor für Biophysik berufen.
Seit 1987 ist Wüthrich Mitglied der Deutschen Akademie der Naturforscher Leopoldina, seit 2008 Nationale Akademie der Wissenschaften. Ausserdem wurde er unter anderem in die National Academy of Sciences (1992), die American Academy of Arts and Sciences (1993), die Académie des sciences (2000), die Ungarische Akademie der Wissenschaften (2004), die Royal Society (2010) und die Academia Europaea (1989) aufgenommen. 1991 wurde er mit dem Louisa-Gross-Horwitz-Preis ausgezeichnet. 1999 erhielt er die Otto-Warburg-Medaille.
2001 wurde er zusätzlich zum Cecil H. and Ida M. Green Visiting Professor of Structural Biology ans Scripps Research Institute berufen. Zur Zeit seiner Emeritierung an der ETH wurde bedauert, dass nach damaligem ETH-Gesetz eine Anstellung über die Altersgrenze von 65 Jahren hinaus nicht möglich war. In einer Revision des ETH-Gesetzes wurde die Möglichkeit geschaffen, dass Spitzenforscher auch über die Altersgrenze hinaus beschäftigt werden können. In der entsprechenden Parlamentsdebatte wurde von der Lex Wüthrich gesprochen.
Wüthrich erlangte Berühmtheit für seine bahnbrechenden Arbeiten zur Strukturaufklärung von Proteinen mittels kernmagnetischer Resonanzspektroskopie. Zusammen mit John B. Fenn und Koichi Tanaka wurde ihm im Jahr 2002 der Nobelpreis für Chemie verliehen.
Wüthrich nahm an der Tagung der Nobelpreisträger in Lindau 2023 teil. In einem von Wolfgang Lubitz moderierten Panel wies Kurt Wüthrich auf ein am selben Tag erschienenes Zeitungsinterview mit dem Titel "Nobelpreisträgerin gegen Frauenquote: Führt zu Diskriminierung von Männern" mit Christiane Nüsslein-Volhard hin. Wüthrich zitierte diesen Titel und sagte: "Als männlicher Wissenschaftler habe ich ein Gefühl der Diskriminierung in dem Klima, in welchem diese Tagung stattfindet." Eine junge Wissenschaftlerin kommentierte, sie würde sich als weibliche Wissenschaftlerin sehr unwohl fühlen, einen Nobelpreisträger von der sogenannten männlichen Diskriminierung sprechen zu hören. Wüthrich antwortete, er fühle sich ungerechtfertigt angegriffen, denn er habe auf ein Zeitungsinterview mit Christiane Nüsslein-Volhard Bezug genommen. Im Portal Science war daraufhin von einer Spaltung der Forschungscommunity die Rede.